# 배천 문회서원
문회서원(文會書院)은 황해남도 배천군에 있는 서원이다.
조선 중기 지방유림의 공의로 현유(賢儒)의 위패를 모셔 그들의 학문과 덕행을 추모하고 지방의 학문을 진흥시키기 위하여 창건하고 위패를 모셨다.
1568년(선조 1) ‘文會(문회)’라고 사액되었으나, 1592년 임진왜란으로 소실되었다. 1606년 중건하고, 당시 사신으로 와 있던 명나라의 서도가 주지번(朱之蕃)이 쓴 편액을 받았다.
1680년(숙종 6) 박세채(朴世采)가 송시열(宋時烈)과 상의하여 주자(朱子)의 남강현학규(南康縣學規)를 본떠 서원을 동서의 양사(兩祠)로 조성하고, 이 고을 출신으로서 학덕이 높았던 안당(安瑭)·신응시(辛應時)·오억령(吳億齡)·김덕함(金德諴)을 동사(東祠)에, 그리고 이 고을과 관련이 있는 국가적 명현 이이(李珥)·성혼(成渾)·조헌(趙憲)을 서사(西祠)에 배향하도록 하였다.
그 뒤 1696년(숙종 22) 지방 유림이 박세채를 서사에 추배하고 이듬해 중액(重額)을 받았다.

## 같이 보기
- 이이